# Democratas-Cristãos (Dinamarca)
Os Democratas-Cristãos (em dinamarquês: Kristendemokraterne, KD) é um partido político da Dinamarca.
Os Democratas-Cristãos foram fundado em 1970, com o nome de Partido Popular Cristão, por membros de organizações religiosas que se opunham à liberalização da pornografia e à legalização do aborto.
Apesar do seu inicial conservadorismo, o partido já fez coligações quer com o Partido Popular Conservador, entre 1982 e 1988, quer com o Partido Social Democrata, entre 1993 e 1994.
Adoptou o seu atual nome em 2003 e considera-se um partido de centro, de linha democrata-cristã, sendo membro do Partido Popular Europeu e da Internacional Democrata Centrista.

## Resultados eleitorais

### Eleições legislativas
| Data | CI.  | Votos   | %           | +/-     | Deputados | +/-     | Status            |
| ---- | ---- | ------- | ----------- | ------- | --------- | ------- | ----------------- |
| 1971 | 6.º  | 57 072  | 2,0 / 100,0 |         | 0 / 179   |         | Extra-parlamentar |
| 1973 | 8.º  | 123 573 | 4,0 / 100,0 | 2,0     | 7 / 179   | 7       | Oposição          |
| 1975 | 6.º  | 162 734 | 5,3 / 100,0 | 1,3     | 9 / 179   | 2       | Oposição          |
| 1977 | 9.º  | 106 082 | 3,4 / 100,0 | 1,9     | 6 / 179   | 3       | Oposição          |
| 1979 | 10.º | 82 133  | 2,6 / 100,0 | 0,8     | 5 / 179   | 1       | Oposição          |
| 1981 | 9.º  | 72 174  | 2,3 / 100,0 | 0,3     | 4 / 179   | 1       | Governo           |
| 1984 | 8.º  | 91 623  | 2,7 / 100,0 | 0,4     | 5 / 179   | 1       | Governo           |
| 1987 | 8.º  | 79 664  | 2,4 / 100,0 | 0,3     | 4 / 179   | 1       | Governo           |
| 1988 | 8.º  | 68 047  | 2,0 / 100,0 | 0,4     | 4 / 179   | Estável | Apoio parlamentar |
| 1990 | 8.º  | 74 174  | 2,3 / 100,0 | 0,3     | 4 / 179   | Estável | Oposição          |
| 1994 | 9.º  | 61 507  | 1,9 / 100,0 | 0,4     | 0 / 179   | 4       | Extra-parlamentar |
| 1998 | 9.º  | 85 656  | 2,5 / 100,0 | 0,6     | 4 / 179   | 4       | Oposição          |
| 2001 | 8.º  | 78 793  | 2,3 / 100,0 | 0,2     | 4 / 179   | Estável | Oposição          |
| 2005 | 8.º  | 58 071  | 1,7 / 100,0 | 0,6     | 0 / 179   | 4       | Extra-parlamentar |
| 2007 | 9.º  | 30 013  | 0,9 / 100,0 | 0,8     | 0 / 179   | Estável | Extra-parlamentar |
| 2011 | 9.º  | 28 070  | 0,8 / 100,0 | 0,1     | 0 / 179   | Estável | Extra-parlamentar |
| 2015 | 10.º | 29 077  | 0,8 / 100,0 | Estável | 0 / 179   | Estável | Extra-parlamentar |
| 2019 | 12.º | 60 944  | 1,7 / 100,0 | 0,9     | 0 / 179   | Estável | Extra-parlamentar |

### Eleições europeias
| Data | CI.           | Votos         | %             | +/-           | Deputados     | +/-           |
| ---- | ------------- | ------------- | ------------- | ------------- | ------------- | ------------- |
| 1979 | 11.º          | 30 985        | 1,8 / 100,0   |               | 0 / 16        |               |
| 1984 | 8.º           | 54 624        | 2,7 / 100,0   | 0,9           | 0 / 16        | Estável       |
| 1989 | 9.º           | 47 768        | 2,7 / 100,0   | Estável       | 0 / 16        | Estável       |
| 1994 | 9.º           | 22 986        | 1,1 / 100,0   | 1,6           | 0 / 16        | Estável       |
| 1999 | 10.º          | 39 128        | 3,0 / 100,0   | 1,4           | 0 / 16        | Estável       |
| 2004 | 9.º           | 24 284        | 1,3 / 100,0   | 1,7           | 0 / 14        | Estável       |
| 2009 | Não concorreu | Não concorreu | Não concorreu | Não concorreu | Não concorreu | Não concorreu |
| 2014 | Não concorreu | Não concorreu | Não concorreu | Não concorreu | Não concorreu | Não concorreu |
| 2019 | Não concorreu | Não concorreu | Não concorreu | Não concorreu | Não concorreu | Não concorreu |